# Los Angeles Rams 2018
La stagione 2018 dei Los Angeles Rams è la 81ª della franchigia nella National Football League, la 52ª nell'area metropolitana di Los Angeles e la seconda con Sean McVay come capo-allenatore . Il 2 dicembre, con una vittoria sui Detroit Lions, la squadra si è aggiudicata con un mese di anticipo il secondo titolo division consecutivo, un fatto non più accadutole dal periodo 1973-1979.
Nei playoff, i Rams batterono i Cowboys e i Saints, qualificandosi per il loro primo Super Bowl dal 2001 quando la squadra si trovava ancora a St. Louis. Il 3 febbraio 2019 i Rams furono battuti dai New England Patriots per 13-3, nel Super Bowl col punteggio più basso della storia.

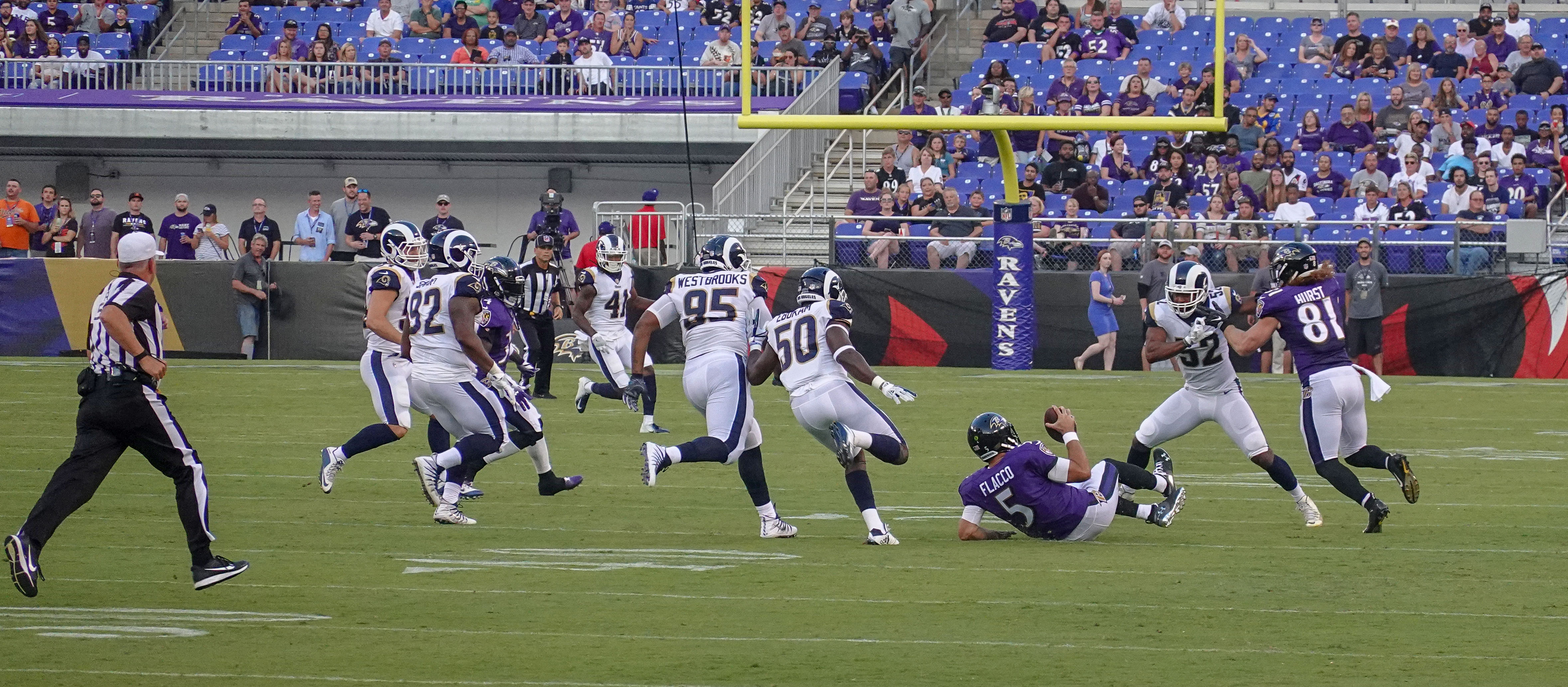
I Rams ospiti dei Ravens nella pre-stagione 2018

## Scelte nel Draft 2018
| Scelte dei Rams nel Draft 2018 |        |                      |       |                   |
| Giro                           | Scelta | Giocatore            | Ruolo | College           |
| 3                              | 89     | Joseph Noteboom      | OT    | TCU               |
| 4                              | 111    | Brian Allen          | C     | Michigan State    |
| 4                              | 135    | John Franklin-Myers  | DE    | Stephen F. Austin |
| 5                              | 147    | Micah Kiser          | LB    | Virginia          |
| 5                              | 160    | Ogbonnia Okoronkwo   | LB    | Oklahoma          |
| 6                              | 176    | John Kelly           | RB    | Tennessee         |
| 6                              | 192    | Jamil Demby          | OT    | Maine             |
| 6                              | 195    | Sebastian Joseph-Day | DT    | Rutgers           |
| 6                              | 205    | Trevon Young         | DE    | Louisville        |
| 7                              | 231    | Travin Howard        | LB    | TCU               |
| 7                              | 244    | Justin Lawler        | DE    | SMU               |

## Staff
| Staff dei Los Angeles Rams nel 2018 |
| --- |
| Organi dirigenziali - Proprietario/Chairman: Stan Kroenke - Vice-Presidente esecutivo – Kevin Demoff - General manager – Les Snead - Direttore del personale dei giocatori – Taylor Morton - Direttore degli osservatori del college – Brad Holmes - Direttore del personale professionistico – Brian Xanders - Dir. valutazione giocatori, ricerca&analisi - J.W. Jordan - Assistente dir. personale professionistico - Ray Agnew Capo allenatore - Head Coach – Sean McVay - Assistente/Linebacker – Joe Barry Altri allenatori - Preparatore atletico – Ted Rath Allenatori dell'attacco - Coordinatore offensivo – - Quarterback – Zac Taylor - Running Back – Skip Peete - Wide Receiver – Eric Yarber - Tight End – Shane Waldron - Offensive Line – Aaron Kromer - Assistente Offensive Line – Andy Dickerson - Controllo qualità – Zak Kromer Allenatori della difesa - Coordinatore difensivo – Wade Phillips - Defensive Line – Bill Johnson - Assistente Linebacker - Chris Shula - Cornerback - Aubrey Pleasant - Safety - Ejiro Evero - Controllo qualità – Thad Bogardus Allenatori dello special team - Coordinatore dello Special Team: John Fassel |

## Roster
| Roster dei Los Angeles Rams nel 2018 |
| --- |
| Quarterback - 16 Jared Goff - 14 Sean Mannion Running Back - 35 C.J. Anderson - 39 Malcolm Brown - 30 Todd Gurley - 42 John Kelly Wide Receiver - 12 Brandin Cooks - 10 Khadarel Hodge - 19 JoJo Natson RS - 83 Josh Reynolds - 17 Robert Woods Tight End - 81 Gerald Everett - 89 Tyler Higbee - 48 Johnny Mundt Offensive Linemen - 55 Brian Allen C - 64 Jamil Demby G - 66 Austin Blythe G - 79 Rob Havenstein T - 70 Joseph Noteboom T - 76 Rodger Saffold G - 65 John Sullivan C - 77 Andrew Whitworth T Defensive Linemen - 90 Michael Brockers DE - 99 Aaron Donald DT - 94 John Franklin-Myers DE - 69 Sebastian Joseph-Day NT - 92 Tanzel Smart NT - 93 Ndamukong Suh NT - 95 Ethan Westbrooks DT Linebacker - 26 Mark Barron ILB - 50 Samson Ebukam OLB - 56 Dante Fowler OLB - 54 Bryce Hager ILB - 59 Micah Kiser ILB - 53 Justin Lawler OLB - 58 Cory Littleton ILB - 96 Matt Longacre OLB - 45 Ogbonnia Okoronkwo OLB - 52 Ramik Wilson ILB - 49 Trevon Young OLB Defensive Back - 41 Marqui Christian FS - 24 Blake Countess SS - 32 Troy Hill CB - 43 John Johnson SS - 20 Lamarcus Joyner FS - 22 Marcus Peters CB - 23 Nickell Robey-Coleman CB - 37 Sam Shields CB - 21 Aqib Talib CB - 31 Darious Williams CB Special Team - 6 Johnny Hekker P - 44 Jacob McQuaide LS - 4 Greg Zuerlein K Lista delle riserve - 34 Malcolm Brown RB (IR) - 91 Dominique Easley OLB (IR) - 97 Morgan Fox OLB (IR) - 36 Dominique Hatfield CB (IR) - 18 Cooper Kupp WR (IR) - 25 Kevin Peterson CB (IR) - -- Garrett Sickels OLB (IR) - 88 Mike Thomas WR (IR) Squadra di allenamento - 8 Brandon Allen QB - 38 Donte Deayon CB - 68 J.J. Dielman G (Practice squad/Injured) - 48 Travin Howard ILB - 87 Henry Krieger-Coble TE - 71 Kyle Murphy T - 72 Aaron Neary C - 38 Steven Parker SS - 87 Austin Proehl WR - 47 Ramon Richards CB - 62 Darrell Williams Jr. OT 53 attivi, 8 inattivi, 10 nella squadra di allenamento |
| Legenda - I rookie sono in corsivo. - Il primo ruolo è il principale mentre gli eventuali successivi indicano i ruoli secondari. - (IR) sta per Injured Reserve ed indica la lista ristretta per un solo giocatore infortunato che può tornare ad allenarsi dopo la settimana 6 e a rientrare in prima squadra dopo che questa ha giocato 8 partite. - (NF-Inj.) / (NF-Ill.) stanno rispettivamente per Non-Football Injured e Non-Football Illness ed indicano le liste dove viene inserito un giocatore che ha un infortunio o una malattia non dipendente dal football americano. - (PUP) sta per Physically Unable to Perform ed indica la lista dove viene inserito un giocatore mentre è in attesa di recuperare la condizione fisica. Nella stagione regolare dopo la sesta partita giocata dalla propria squadra, il giocatore ha tempo tre settimane per riprendere ad allenarsi, più tre settimane aggiuntive dal suo rientro agli allenamenti per rientrare in prima squadra. |

## Calendario

### Stagione regolare
Il calendario della stagione è stato annunciato il 19 aprile 2018.
| Stagione regolare |                    |                    |                        |                    |                    |                                 |                    |                    |
| Turno             | Data               | Ora                | Avversario             | Risultato          | Record             | Stadio                          | TV                 | Sintesi            |
| 1                 | 10/9               | 7:10 p.m. EDT      | at Oakland Raiders     | V 33–13            | 1–0                | Oakland-Alameda County Coliseum | ESPN               | Recap              |
| 2                 | 16/9               | 4:05 p.m. EDT      | Arizona Cardinals      | V 34–0             | 2–0                | Los Angeles Memorial Coliseum   | Fox                | Recap              |
| 3                 | 23/9               | 4:05 p.m. EDT      | Los Angeles Chargers   | V 35–23            | 3–0                | Los Angeles Memorial Coliseum   | CBS                | Recap              |
| 4                 | 27/9               | 8:20 p.m. EDT      | Minnesota Vikings      | V 38–31            | 4–0                | Los Angeles Memorial Coliseum   | Fox/NFLN/Amazon    | Recap              |
| 5                 | 7/10               | 4:25 p.m. EDT      | at Seattle Seahawks    | V 33–31            | 5–0                | CenturyLink Field               | Fox                | Recap              |
| 6                 | 14/10              | 4:05 p.m. EDT      | at Denver Broncos      | V 23–20            | 6–0                | Broncos Stadium at Mile High    | Fox                | Recap              |
| 7                 | 21/10              | 1:35 p.m. PDT      | at San Francisco 49ers | V 39–10            | 7–0                | Levi's Stadium                  | CBS                | Recap              |
| 8                 | 28/10              | 1:35 p.m. EDT      | Green Bay Packers      | V 29–27            | 8–0                | Los Angeles Memorial Coliseum   | Fox                | Recap              |
| 9                 | 4/11               | 4:25 p.m. EST      | at New Orleans Saints  | S 35–45            | 8–1                | Mercedes-Benz Superdome         | Fox                | Recap              |
| 10                | 11/11              | 4:25 p.m. EST      | Seattle Seahawks       | V 36–31            | 9–1                | Los Angeles Memorial Coliseum   | CBS                | Recap              |
| 11                | 19/11              | 8:15 p.m. EST      | Kansas City Chiefs     | V 54–51            | 10–1               | Los Angeles Memorial Coliseum   | ESPN               | Recap              |
| 12                | Settimana di pausa | Settimana di pausa | Settimana di pausa     | Settimana di pausa | Settimana di pausa | Settimana di pausa              | Settimana di pausa | Settimana di pausa |
| 13                | 2/12               | 1:00 p.m. EST      | at Detroit Lions       | V 30–16            | 11–1               | Ford Field                      | Fox                | Recap              |
| 14                | 9/12               | 1:00 p.m. EST      | at Chicago Bears       | S 6–15             | 11–2               | Soldier Field                   | Fox                | Recap              |
| 15                | 16/12              | 8:20 p.m. EST      | Philadelphia Eagles    | S 23–30            | 11–3               | Los Angeles Memorial Coliseum   | NBC                | Recap              |
| 16                | 23/12              | 4:05 p.m. EST      | at Arizona Cardinals   | V 31–9             | 12–3               | State Farm Stadium              | Fox                | Recap              |
| 17                | 30/12              | 4:25 p.m. EST      | San Francisco 49ers    | V 48–32            | 13–3               | Los Angeles Memorial Coliseum   | Fox                | Recap              |

Note
- Gli avversari della propria division sono in grassetto.

### Play-off
| Play-off         |                                           |                                           |                                           |                                           |                                           |                                           |                                           |                                           |
| Turno            | Data                                      | Ora                                       | Avversario (seed)                         | Risultato                                 | Risultato                                 | Stadio                                    | TV                                        | NFL.com recap                             |
| Turno            | Data                                      | Ora                                       | Avversario (seed)                         | Punteggio                                 | Record                                    | Stadio                                    | TV                                        | NFL.com recap                             |
| Wild Card        | Qualificati direttamente al secondo turno | Qualificati direttamente al secondo turno | Qualificati direttamente al secondo turno | Qualificati direttamente al secondo turno | Qualificati direttamente al secondo turno | Qualificati direttamente al secondo turno | Qualificati direttamente al secondo turno | Qualificati direttamente al secondo turno |
| Divisional       | 12/1                                      | 8:15 p.m. EST                             | Dallas Cowboys (4)                        | V 30–22                                   | 14–3                                      | Los Angeles Memorial Coliseum             | Fox                                       | Recap                                     |
| NFC Championship | 20/1                                      | 3:05 p.m. EST                             | at New Orleans Saints (1)                 | V 26–23 (DTS)                             | 15–3                                      | Mercedes-Benz Superdome                   | Fox                                       | Recap                                     |
| Super Bowl LIII  | 3/2                                       | 6:30 p.m. EST                             | vs. New England Patriots (A2)             | S 3–13                                    | 15–4                                      | Mercedes-Benz Stadium                     | CBS                                       | Recap                                     |

## Classifiche

### Division
| NFC West            | NFC West | NFC West | NFC West | NFC West | NFC West | NFC West | NFC West | NFC West |
| vedi • disc. • mod. | V        | S        | P        | PCT      | DIV      | CONF     | PF       | PS       |
| ------------------- | -------- | -------- | -------- | -------- | -------- | -------- | -------- | -------- |
| Los Angeles Rams    | 13       | 3        | 0        | .813     | 4–0      | 7–1      | 419      | 298      |
| Seattle Seahawks    | 10       | 6        | 0        | .625     | 2–2      | 6–3      | 319      | 259      |
| Arizona Cardinals   | 3        | 9        | 0        | .250     | 2–2      | 3–5      | 175      | 310      |
| San Francisco 49ers | 2        | 10       | 0        | .167     | 0–4      | 1–8      | 255      | 336      |
|                     |          |          |          |          |          |          |          |          |
|                     |          |          |          |          |          |          |          |          |

### Conference
| National Football Conference           | National Football Conference | National Football Conference | National Football Conference | National Football Conference | National Football Conference | National Football Conference | National Football Conference | National Football Conference | National Football Conference | National Football Conference |
| Pos.                                   | Squadra                      | Division                     | V                            | S                            | P                            | PCT                          | DIV                          | CONF                         | SOS                          | SOV                          |
| Capolista di Division                  | Capolista di Division        | Capolista di Division        | Capolista di Division        | Capolista di Division        | Capolista di Division        | Capolista di Division        | Capolista di Division        | Capolista di Division        | Capolista di Division        | Capolista di Division        |
| -------------------------------------- | ---------------------------- | ---------------------------- | ---------------------------- | ---------------------------- | ---------------------------- | ---------------------------- | ---------------------------- | ---------------------------- | ---------------------------- | ---------------------------- |
| 1                                      | Los Angeles Rams             | West                         | 13                           | 3                            | 0                            | .813                         | 4–0                          | 7–1                          | .493                         | .462                         |
| 2                                      | New Orleans Saints           | South                        | 13                           | 3                            | 0                            | .813                         | 2–1                          | 7–2                          | .486                         | .483                         |
| 3                                      | Chicago Bears                | North                        | 9                            | 4                            | 0                            | .692                         | 3–1                          | 6–2                          | .417                         | .380                         |
| 4                                      | Dallas Cowboys               | East                         | 8                            | 6                            | 0                            | .571                         | 3–1                          | 6–3                          | .500                         | .452                         |
| Wild Card                              |                              |                              |                              |                              |                              |                              |                              |                              |                              |                              |
| 5                                      | Seattle Seahawks             | West                         | 10                           | 6                            | 0                            | .625                         | 2–2                          | 6–3                          | .510                         | .339                         |
| 6                                      | Minnesota Vikings            | North                        | 6                            | 5                            | 1                            | .542                         | 2–1–1                        | 5–3–1                        | .479                         | .313                         |
| Non qualificati per i play-off         |                              |                              |                              |                              |                              |                              |                              |                              |                              |                              |
| 7                                      | Carolina Panthers            | South                        | 6                            | 6                            | 0                            | .500                         | 1–2                          | 4–5                          | .469                         | .472                         |
| 8                                      | Philadelphia Eagles          | East                         | 9                            | 7                            | 0                            | .563                         | 3–1                          | 4–5                          | .476                         | .389                         |
| 9                                      | Washington Redskins          | East                         | 6                            | 7                            | 0                            | .462                         | 2–2                          | 6–4                          | .496                         | .410                         |
| 10                                     | Tampa Bay Buccaneers         | South                        | 5                            | 7                            | 0                            | .417                         | 2–2                          | 4–5                          | .479                         | .475                         |
| 11                                     | Green Bay Packers            | North                        | 5                            | 7                            | 1                            | .423                         | 1–2–1                        | 2–6–1                        | .507                         | .417                         |
| 12                                     | Atlanta Falcons              | South                        | 4                            | 8                            | 0                            | .333                         | 2–2                          | 4–4                          | .542                         | .438                         |
| 13                                     | New York Giants              | East                         | 5                            | 8                            | 0                            | .385                         | 0–4                          | 3–7                          | .507                         | .500                         |
| 14                                     | Detroit Lions                | North                        | 4                            | 8                            | 0                            | .333                         | 1–3                          | 2–7                          | .542                         | .531                         |
| 15                                     | Arizona Cardinals            | West                         | 3                            | 9                            | 0                            | .250                         | 2–2                          | 3–5                          | .514                         | .236                         |
| 16                                     | San Francisco 49ers          | West                         | 2                            | 10                           | 0                            | .167                         | 0–4                          | 1–8                          | .479                         | .250                         |
| Criteri di spareggio                   |                              |                              |                              |                              |                              |                              |                              |                              |                              |                              |
| 1. 2. 3.                               |                              |                              |                              |                              |                              |                              |                              |                              |                              |                              |
| Legenda                                |                              |                              |                              |                              |                              |                              |                              |                              |                              |                              |
| w — wild card ottenuta                 |                              |                              |                              |                              |                              |                              |                              |                              |                              |                              |
| x — partecipazione ai playoff ottenuta |                              |                              |                              |                              |                              |                              |                              |                              |                              |                              |
| y — campioni di division               |                              |                              |                              |                              |                              |                              |                              |                              |                              |                              |
| z — salto del primo turno di play-off  |                              |                              |                              |                              |                              |                              |                              |                              |                              |                              |
| * — vantaggio del campo ottenuto       |                              |                              |                              |                              |                              |                              |                              |                              |                              |                              |

## Premi
- Aaron Donald:

miglior difensore dell'anno della NFL

### Premi settimanali e mensili
- Greg Zuerlein:

giocatore degli special team della NFC della settimana 1
- Blake Countess

giocatore degli special team della NFC della settimana 3
- Jared Goff:

giocatore offensivo della NFC della settimana 4
giocatore offensivo della NFC del mese di settembre
- Todd Gurley:

giocatore offensivo della NFC della settimana 6
running back della settimana 6
giocatore offensivo della NFC della settimana 13
- Aaron Donald:

difensore della NFC della settimana 7
difensore della NFC del mese di ottobre
difensore della NFC della settimana 16
difensore della NFC del mese di dicembre
- Samson Ebukam:

difensore della NFC della settimana 11
- C.J. Anderson:

running back della settimana 16